# Джеймс Лі Берк
Джеймс Лі Берк (англ. James Lee Burke; 5 грудня 1936, Х'юстон, Техас, США) — американський письменник детективного жанру. Найвідоміший за циклом романів про головного героя Дейва Робішо (Dave Robicheaux). Він виграв премію Едгара По та Гран-прі поліцейської літератури за «Темно вишневі блюзи (англ. Black Cherry Blues)» (1990) та ще раз премію Едгара По за «Дику розу (англ. Cimarron Rose)» (1998), а також був нагороджений премією Grand Master від «Детективних письменників Америки».
Дейва Робішо в екранізаціях романів Лі Берка зіграли Алек Болдуїн і Томмі Лі Джонс.
Рецензія на його перший роман «Половина раю (Half of Paradise)» (1965), у «Нью-Йорк Таймс» порівняла його твори з Жаном-Полем Сартром та Ернестом Хемінгуеєм, але висновок був такий: «Містер Лі Берк черпає своє у Томаса Гарді».
За романом Лі Берка 1982 року «Двоє для Техасу» був знятий однойменний телевізійний фільм у 1998 році. Лі Берк також написав п'ять різних кримінальних романів, дві збірки оповідань, чотири книги з головним героєм, техаським адвокатом Біллі Бобом Голландем, чотири книги, де взяв участь двоюрідний брат Біллі Боба, шерифом Гакберрі Голланд, і дві книги з онуком шерифа Уелдоном Евері Голландом.

## Біографія
Хоча він народився в Х'юстоні, але багато часу в дитинстві провів у Луїзіані, на узбережжі Мексиканської затоки. Навчався в Університеті Луїзіани в Лафайєті, де отримав ступінь бакалавра, та Університеті Міссурі, де став магістром англійської літератури.
Він працював у різних робочих місцях упродовж багатьох років, а книги, які він за той час написав, були відхилені. У різні часи він працював водієм вантажівки у лісовій службі США, репортером газети, соціальним працівником в Лос-Анджелесі, землеміром у Колорадо, в системі по безробіттю в штаті Луїзіана, в Національному лісі Даніеля Буна у Східному Кентуккі.
Він викладав у п'яти різних коледжах, перш ніж став викладачем творчого письма в Університеті міста Вічита у 1980-х роках.

## Особисте життя
Берк і його дружина Перл (уроджена Пай Чу) мають будинок у Лоло, штат Монтана. У пари є четверо дітей, один з яких Алафейр Берк, є професором права та відомим письменником.

## Нагороди
- 1988 року нагороджений грантом Ґуґґенгайма для творчого мистецтва в художній літературі.
- 2008 року отримав премію Гамші.
- 2009 року отримав нагороду Grand Master в межах премії Едгара По від Товариства письменників детективного жанру Америки.

## Творчість

### Серія Дейва Робішо
- The Neon Rain[en] (Неоновий дощ) (1987);
- Heaven's Prisoners[en] (В'язні неба) (1988);
- Black Cherry Blues (Темно-вишневі блюзи) (1989) (нагороджений премією Едгара По);
- A Morning for Flamingos (Ранок для фламінго) (1990);
- A Stained White Radiance (Заплямоване біле сяйво) (1992);
- In the Electric Mist with Confederate Dead (В електричному тумані з мерцями конфедератів) (1993);
- Dixie City Jam (Пробка в Діксі-сіті) (1994);
- Burning Angel (Палаючий янгол) (1995);
- Cadillac Jukebox (Музичний автомат у кадилаку) (1996);
- Sunset Limited (Обмежена вечірня зоря) (1998) (нагороджений Золотим кинджалом премії Британської асоціації письменників детективного жанру — Gold Dagger);
- Purple Cane Road[en] (Пурпурова тростина) (2000):
- Jolie Blon's Bounce (Відмова Джолі Блон) (2002);
- Last Car to Elysian Fields (Остання машина до Єлісейських полів) (2003);
- Crusader's Cross (Хрест хрестоносців) (2005);
- Pegasus Descending[en] (Падіння Пегаса) (2006);
- The Tin Roof Blowdown[en] (Олов'яний дах є дірявим) (2007);
- Swan Peak (Лебединий пік) (2008);
- The Glass Rainbow (Скляна веселка) (2010);
- Creole Belle (Гарненька креолка) (2012);
- Light of the World (Світло світу) (2013);
- Robicheaux (Робішо) (2018);
- The New Iberia Blues (Новий іберійський блюз) (2019);
- A Private Cathedral (Приватний собор) (2020).

### Серія Біллі Боба Голланда
- Cimarron Rose (Дика роза) (1997);
- Heartwood (Гетвуд) (1999);
- Bitterroot (Гіркий корень) (2001);
- In the Moon of Red Ponies (На Місяці червоних поні) (2004).

### Серія Гекберрії Голланда
- Lay Down My Sword and Shield (Склади додолу мій меч і щит) (1971);
- Rain Gods (Річкові боги) (2009);
- Feast Day of Fools (Свято дурнів) (2011).

### Серія сім'ї Голландів
- Wayfaring Stranger (Подорожній незнайомець) (2014);
- House of the Rising Sun (Дім сонця, що сходить) (2015);
- The Jealous Kind (Ревнивий вид) (2016);
- Another Kind of Eden (Інший різновид Едему) (2021).

### Інші романи
- Half of Paradise (Половина раю) (1965);
- To The Bright and Shining Sun (До яскравого і сяючого сонця) (1970);
- Two for Texas (Двоє для Техасу) (1982);
- The Lost Get-Back Boogie (Загублений перевернутий бугі) (1986);
- White Doves at Morning (Білі голуби вранці) (2002).

### Збірки оповідань
- The Convict (Засуджений) (1985);
- Jesus Out to Sea (Ісус з моря) (2007).